# أندرياس ويبر (رسام)
أندرياس ويبر (بالألمانية: A. Paul Weber) (و. 1893 – 1980 م) هو رسام ألماني، ولد في آرنشتات، توفي عن عمر يناهز 87 عامًا.

## جوائز
حصل على جوائز منها:

وسام صليب القائد من رتبة استحقاق من جمهورية ألمانيا الاتحادية

## روابط خارجية
- أندرياس ويبر على موقع مونزينجر (الألمانية)